# Sint-Gertrudiskerk (Barweiler)
De Sint-Gertrudiskerk (Duits: Pfarrkirche St. Gertrudis) is een bedevaartskerk en tevens de rooms-katholieke parochiekerk in Barweiler, een Ortsgemeinde in de Landkreis Ahrweiler, (Rijnland-Palts). De kerk werd in de 17e eeuw opgericht.

## Geschiedenis

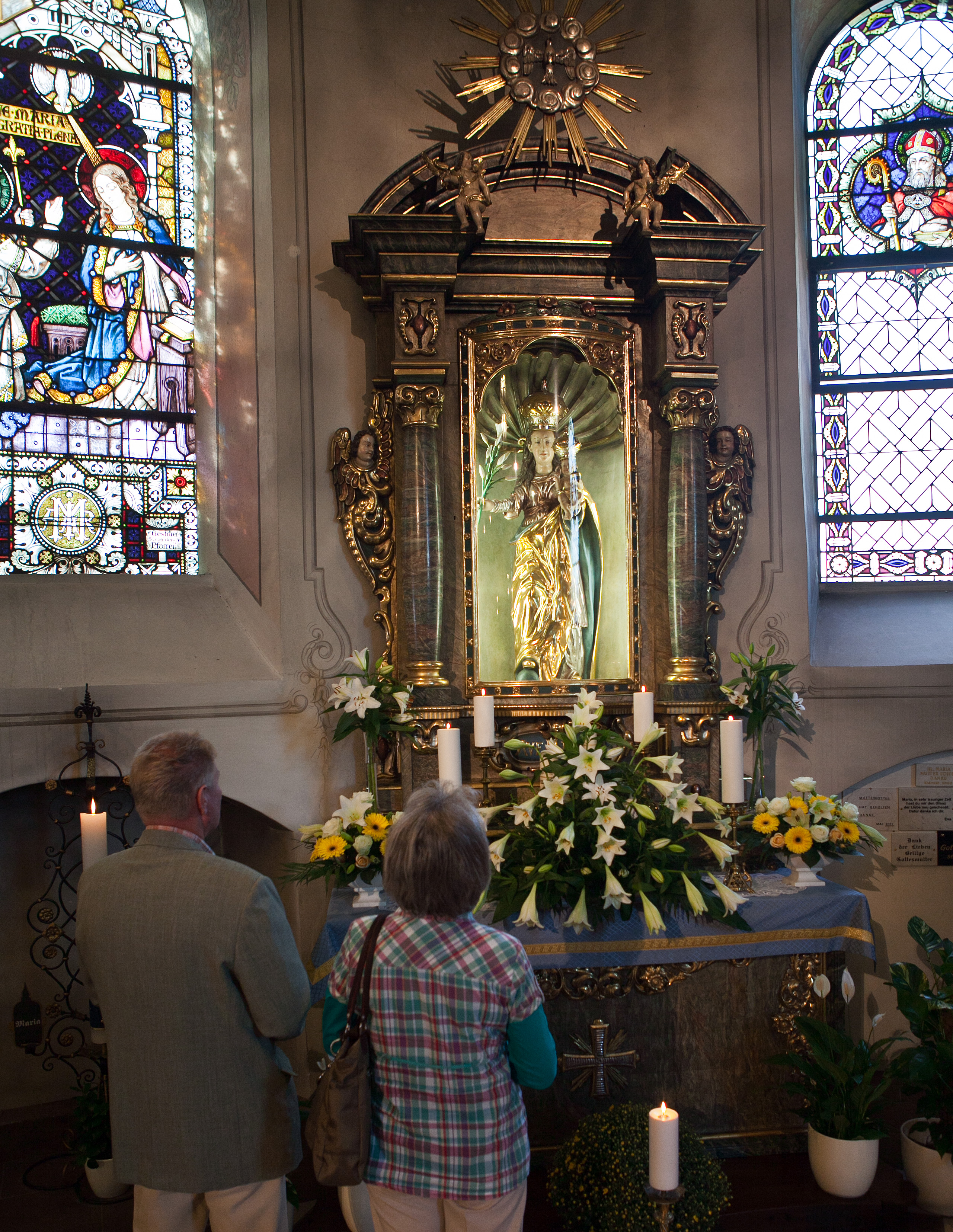
Het beeld van de Moeder Gods met de lelie

Al voor het jaar 940 stond er in het Eifeldorp Barweiler een kapel. Deze kapel van Balwilre  behoorde samen met de moederkerk in Okyshem (Üxheim) tot de  abdij Sint-Maximinus in Trier. De kapel komt later, in de 14e eeuw, voor in het Liber valoris van het aartsbisdom Keulen waarin Barweiler stond geregistreerd onder het Eifeldekanaat. Pas tijdens de reformatie, toen de moederkerk in Üxheim overging tot de lutherse leer, werd Barweiler, dat trouw aan het katholieke geloof bleef, een zelfstandige parochie.
De aan de heilige Gertrudis gewijde huidige kerk werd in de 18e eeuw op de plaats van een voorganger gebouwd. In de jaren 1826-1827 werd de kerk wegens de toename van het aantal pelgrims verbouwd. De laatste vergroting vond in de jaren 1960 plaats, toen een noordelijke vleugel aan het kerkgebouw werd toegevoegd, waarmee de kerk in grootte bijna verdubbelde.

## Bedevaart
In de zomer van 1726 werd het Mariabeeld zoals gewoonlijk met bloemen versierd. Daarbij werd haar in de rechterhand een lelie gestoken. De lelie was in september van dat jaar al lang verdord, maar op het feest van Maria-Geboorte begon de lelie plotseling knopvorming te ontwikkelen. De kerkelijke autoriteiten lieten de vreemde gebeurtenis onderzoeken en kwamen tot de slotsom dat hier sprake moest zijn van een groot wonder. Vanaf dat moment werd de plaats door de bevolking van de Eifel als een bijzonder plek beschouwd. In de daarop volgende tijd groeide een stroom pelgrims aan en er werden veel wonderbaarlijke genezingen en gebedsverhoringen gemeld.
Sinds deze tijd is de kerk vanaf september tot midden oktober het eindpunt van talrijke processies uit de hele Eifel. De bedevaart eindigt op 13 oktober

## Architectuur
Het eenschepige gebouw heeft een lengte van 23,95 meter en een breedte van 10,25 meter. De rondboogvensters zijn met basalt (lava) omraamd. Op het met leien bedekte dak bevindt zich aan de oostzijde een vierkante dakruiter met een barokke bekroning. In het relatief eenvoudige interieur staat links het aan de Moeder Gods met de lelie gewijde altaar. Het genadebeeld is het doel van de pelgrims en bevindt zich achter beschermend glas.